# Rhinogradentia
Ordre
L'ordre des Rhinogradentia, appelés Rhinogrades ou Nasins, est un taxon fictif imaginé par Gerolf Steiner, naturaliste allemand et professeur de zoologie à l'université de Karlsruhe, dans son livre-canular Anatomie et biologie des Rhinogrades (publié sous le pseudonyme « Harald Stümpke » aux éditions Gustav Fischer en (1961), préfacé dans l'édition française par le zoologiste Pierre-Paul Grassé. Ce livre présente tous les signes d'un ouvrage rigoureusement scientifique, respectant les règles de la systématique et du sourçage (lui-même fictif) et foisonnant d'informations tant sur l'habitat que les habitudes des Rhinogrades.

## Historique
En 1962, paraît un ouvrage sur les Rhinogrades du Dr. Harald Stümpke, traduit par R. Weill et préfacé par Pierre-Paul Grassé. Une trentaine de croquis illustrent un texte en apparence fort sérieux, décrivant les Corbulonasus, Cephalantus, Dulcicauda, Eledonopsis, Emunctator, Hopsorrhinus, Nasobema, Otopteryx, Rhinotalpa et autres genres de cet ordre découvert fortuitement dans le Pacifique oriental en 1941. Selon le texte de l'ouvrage, le découvreur aurait été Einar Pettersson-Skämtkvist, Suédois évadé d’un camp japonais de prisonniers, abordant l’île inconnue de Hy-dud-dye-fee (Assaa-Lor) de l'archipel des Hi-iay (en français : Aïeaïeaïes). Là, il découvrit les Rhinogrades et causa une catastrophe humaine en introduisant le rhinovirus qui provoqua le décès des quelque 700 autochtones : les Huacha-Hatchis.

## Description fictive
Steiner illustre avec les rhinogrades une diversité d'adaptations particulières possibles de l'appendice nasal (comme la trompe de l'éléphant) ici nommé appendice naso-ambulacraire et de la queue, préhensile.
Le nasarium sert au déplacement chez les Nasobémides et les Dulcicaudas, à sauter chez les Hopsorrhinus et les Otopteryx, à chasser chez les Eledonopsis et les Cephalantus. La queue, préhensile, est utilisée pour sauter, s'accrocher, parfois se défendre grâce au crochet venimeux dont elle peut être pourvue. Devenus moins utiles, voire inutiles, les membres classiques sont plus ou moins atrophiés, surtout chez l'adulte. Les Rhinogrades sont généralement de petite taille mais leur régime alimentaire est varié : ils sont herbivores, frugivores, insectivores ou carnivores. Leurs prédateurs ne sont constitués que de quelques oiseaux et du crapaud à queue, une espèce également endémique. La structure particulière du cortex pileux peut rendre leur pelage éclatant.

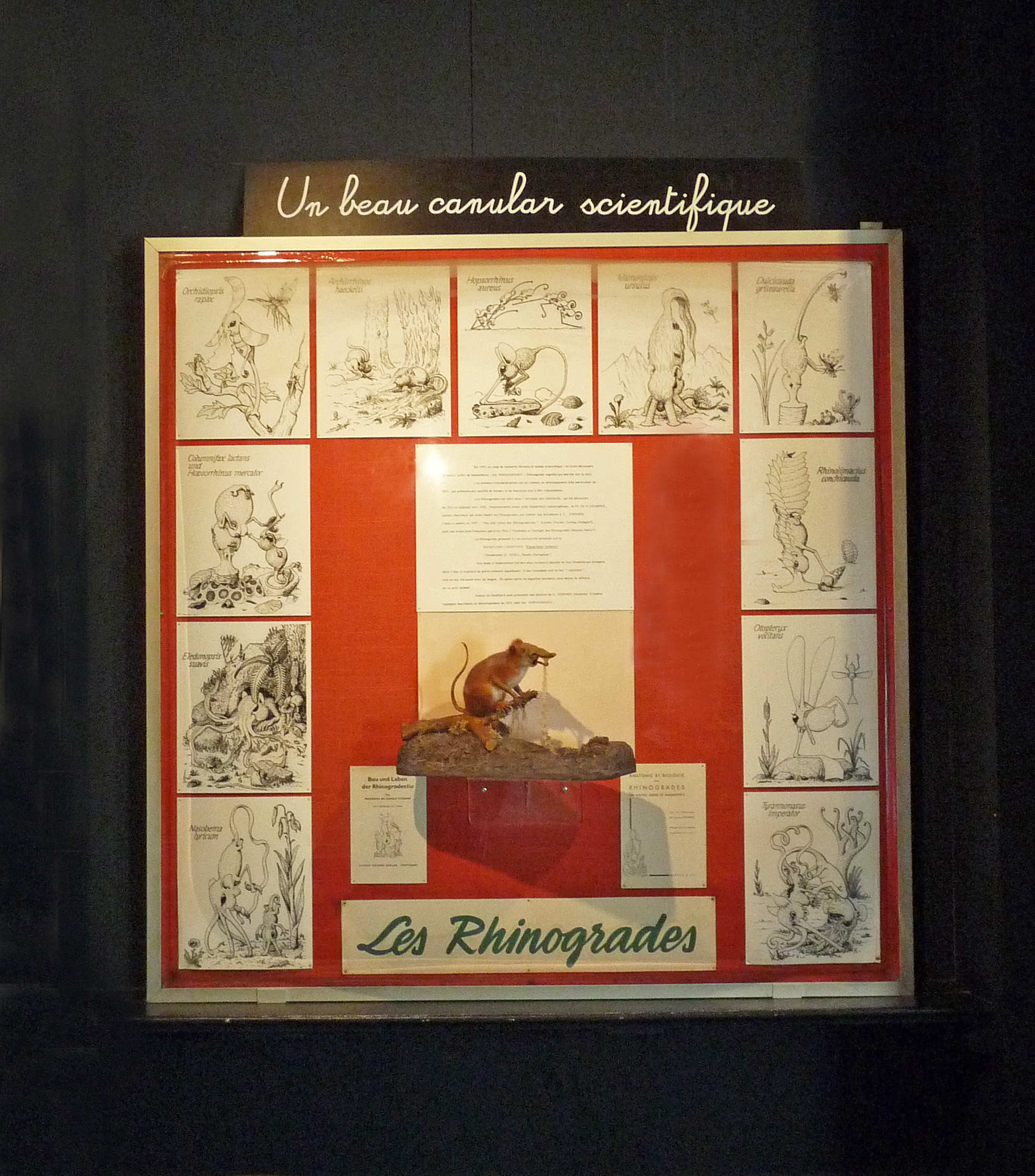
Présentation du canular au Musée zoologique de la ville de Strasbourg.

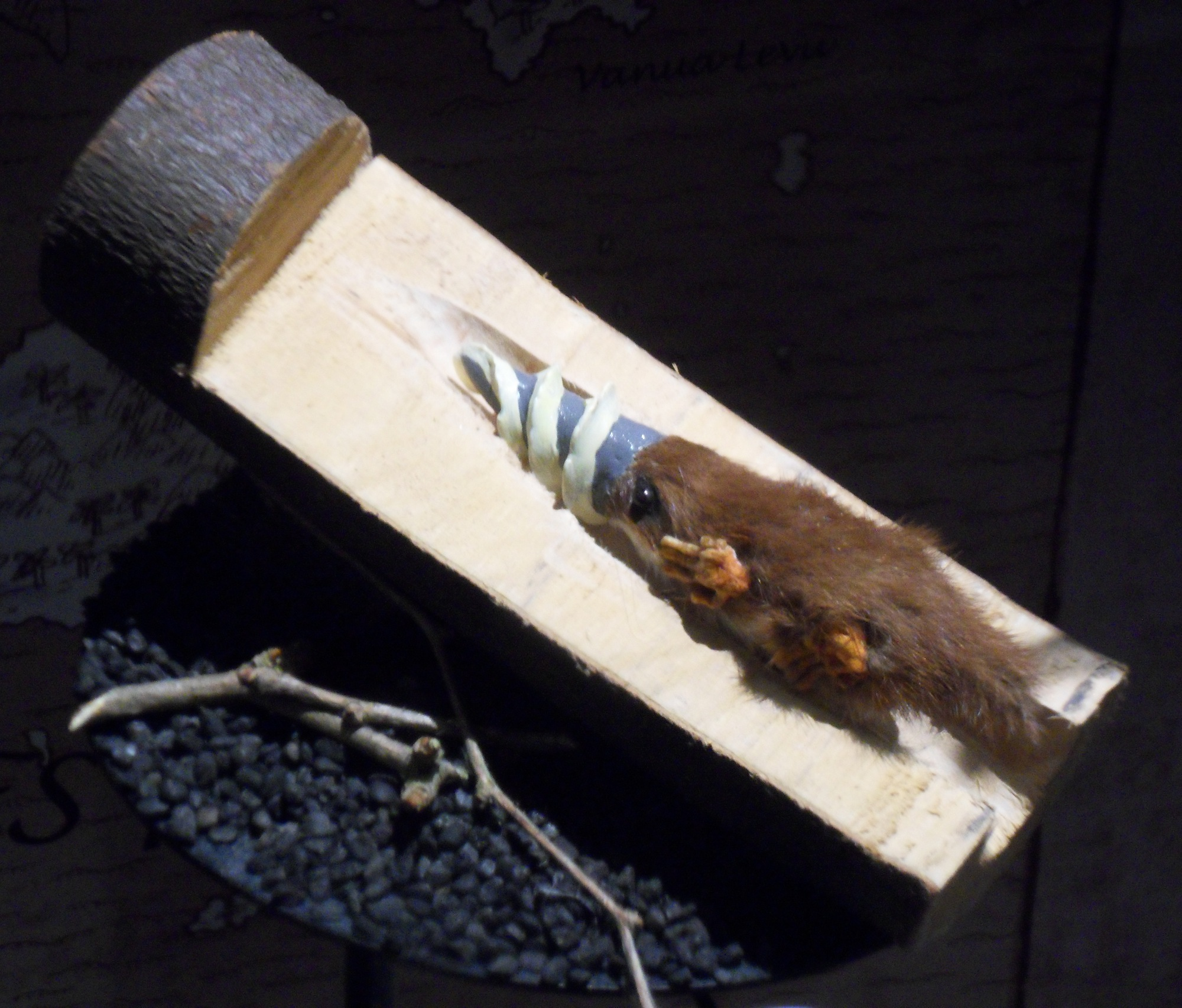
Un Rhinograde xylophage du genre Nasoperforator de l'île Santo réalisé par Franz Jullien, exposé dans la Salle des espèces disparues et menacées de la Grande galerie de l'évolution du Muséum national d'histoire naturelle (mai 2012).

À la faveur du climat tropical, l'isolement de l'archipel depuis le Crétacé supérieur a accéléré la spéciation, permettant l'apparition de nombreuses espèces endémiques, dont près de 200 espèces de Rhinogrades réparties sur les 37 îles de l’archipel. Selon les contraintes du milieu influent sur les êtres qui le peuplent, et conformément aux modalités de l'évolution biologioque (modélisée par Darwin) les espèces se sont diversifiées :
- Le corbulonase (Corbulonasus longicauda), dont la longévité est de huit mois, repose sur une queue rigide capable de se dresser jusqu'à 50 cm. Il attire les insectes avec l'odeur de petit-lait de son haleine et les capture lorsqu'ils se posent sur les excroissances du nasarium qu'il a déployé, les ramenant rapidement dans sa bouche.
- Le queue-mielleux gris-doré (Dulcicauda griseaurella) vit sur les éboulis proches du littoral. Sédentaire, il demeure le nez planté à l'emplacement qu'il avait choisi dans son jeune âge. De son nasarium s'écoule une sécrétion orangée qui se solidifie en formant une colonne, la sella, ce qui le hausse lentement. La sécrétion gluante et fruitée qui exsude de sa queue attire les insectes, qu'il dévore.
- Le polynase (Eledonopsis suavi) vit dans des terriers, sous les racines ou les pierres. Sédentaire et de mœurs crépusculaires, il ne s'active que le soir venu : telle une pieuvre, il expose alors son nez, formé de quatre à six excroissances rubanées pouvant atteindre 30 cm, afin d'appâter les insectes. Très sensible à la lumière, il rétracte ses rubans au moindre rayon.
- Le nasin sauteur ou hopsorrhine (Hopsorrhinus aureus) est répandu dans tout l'archipel et vit sur les plages. Sa queue est munie d'une pince avec laquelle il peut capturer les crustacés dont il se nourrit. Son nez lui permet de faire des bonds en arrière qui peuvent dépasser dix fois la longueur de l'animal. Animal grégaire, les mâles dominants s'approprient les femelles des plus faibles.
- Le grand nasobème (Nasobema lyricum), appelé Honatata par les indigènes, ressemble à une musaraigne qui porterait quatre longs tentacules nasaux sur une grosse tête. Il peut rester en équilibre sur le nez et de se servir de ses quatre pattes pour capturer sa nourriture. À l'instar du aye-aye (Daubentonia madagascariensis) vénéré par les Malgaches, les Huacha-Hatchis considèrent cet animal sacré car il pleure lorsqu'on le capture.
- L'oreille-volant (Otopteryx volitans) peut voler en battant des oreilles à un rythme rapide, ce qui constitue une exaptation unique, tout aussi efficace que le développement du patagium chez les chiroptères ou le phalanger volant (marsupial pétauridé). Il peut ainsi poursuivre et capturer les libellules dans les prairies, jusqu'à une vingtaine de mètres d'altitude. Comme il vole à reculons, son nez lui sert de train d'atterrissage.

La faible fertilité des Rhinogrades — une portée ne comptant qu'un petit — est accentuée par la durée de la gestation, longue de plus de six mois, ce qui rendait les espèces menacées avant même la submersion de l'archipel. Ce taxon est désormais considéré éteint, son habitat ayant été englouti en 1956 lors d'une éruption volcanique, consécutive à des essais nucléaires effectués à 200 km de l'archipel. Simultanément, disparut l'« Institut Darwin », qui renfermait les collections, photographies et rapports destinés à une monographie exhaustive sur l'archipel et ses particularités, tant ethnologiques que botaniques, géologiques et zoologiques.
Des travaux anciens des spécialistes des Rhinogrades, qui comptèrent Bromeante de Burlas, Tassino di Campotassi et Shirin Taffaruj, ne subsistent que l'ouvrage de Stümpke. Adepte du lamarckisme et considérant ce canular comme une critique humoristique du darwinisme, le zoologiste français Pierre-Paul Grassé (1895—1985), professeur à la Sorbonne et président de l'Académie française des sciences, éditeur d'un Traité de zoologie en 35 volumes, en a signé la préface.

## Taxonomie fictive
La taxonomie fictive des rhinogrades est directement liée à la classe des Mammifères (Mammalia) et plus précisément à la lignée fossile tout aussi fictive Archirrhinum. Il est morphologiquement caractérisé par la présence d'un appendice nasal particulièrement développé - le nasarium - ayant des fonctions nombreuses et variées, et servant en particulier d'organe locomoteur.
- - Monorrhina
    - Pedestria
      - Archirrhiniformes
        - Archirrhinidae
          - Archirrhinos
            - Archirrhinos haeckelii

    - Nasestria
      - Asclerorrhina
        - Epigeonasida
          - Nasolimacidae
            - Nasolimaceus
              - Nasolimaceus palustris
              - Nasolimaceus conchicauda

            - Rhinolimaceus
              - Rhinolimaceus fodiens

          - Rhinocolumnidae
            - Emunctator
              - Emunctator sorbens

            - Dulcicauda
              - Dulcicauda griseaurella
              - Dulcicauda aromaturus

            - Dulcidauca
            - Columnifax
              - Columnifax lactans

        - Hypogeonasida
          - Rhinosiphonidae
            - Rhinotaenia
              - Rhinotaenia asymetrica
              - Rhinotaenia tridaenae

            - Rhinosiphonia

          - Rhinostentoridae
            - Rhinostentor
              - Rhinostentor submersus
              - Rhinostentor spumonasus
              - Rhinostentor foetidus

        - Georrhinidae
          - Rhinotalpidae
            - Rhinotalpa
              - Rhinotalpa phallonasus
              - Rhinotalpa angustinasus

            -  Enterorrhinus
              - Enterorrhinus dubius

          - Holorrhinidae,
            - Holorrhinus
              - Holorrhinus variegatus
              - Holorrhinus rhinenterus
              - Holorrhinus ammophilus

            - Remanonasus
              - Remanonasus menorrhinus

        - Hopsorrhinida,
          - Amphihopsidae;
            - Phyllohopla
              - Phyllohopla bambola

          - Hopsorrhinidae ,
            - Hopsorrhinus
              - Hopsorrhinus mercator (= Mercatorrhinus galactophilus)
              - Hopsorrhinus aureus
              - Hopsorrhinus macrohopsus

            - Mercatorrhinus,
            - Otopteryx,
              - Otopteryx volitans (= Hopsorrhinus viridiauratus): capable de voler en s'aidant de ses oreille, son nez lui sert de pied d’atterrissage.

          - Orchidiopsidae ,
            - Orchidiopsis,
              - Orchidiopsis rapax

            - Liliopsis ,
              - Liliopsis thaumatonasus

  - Polyrrhina, Polyrrhina
    - Brachyproata,
      - Tetrarrhinida,
        - Nasobemidae,
          - Nasobema
            - Nasobema lyricum
            - Nasobema aeolus
            - Nasobema morgensternii

          - Stella
            - Stella matutina

        - Tyrannonasidae
          - Tyrannonasus (The Predacious Snouter)
            - Tyrannonasus imperator (= Nasobema tyrannonasus)

      - Hexarrhinida, Hexarhinida
        - Isorrhinidae
          - Eledonopsis
            - Eledonopsis terebellum
            - Eledonopsis suavis

          - Hexanthus , = Ranunculonasus
            - Hexanthus ranunculonasus = Ranunculonasus pulcher
            - Hexanthus regma-noctis

          - Cephalanthus , = Corbulonasus
            - Cephalanthus thaumasios = Corbulonasus longicauda
            - Cephalanthus ineps = Corbulonasus ineps
            - Cephalanthus piger = Corbulonasus acaulis

        - Anisorrhinidae ,
          - Mammontops ,
            - Mammontops ursulus

        - Hydroidopsidae
          - Rhizoidonasus
            - Rhizoidonasus euphorbiformis

        - Hydroidopsidae
          - Larvanasus
            - Larvanasus haleciformis

        - Scyphoidopsidae
          - Nudirhinus
            - Nudirhinus medusiformis

    - Dolichoproata,
      - Rhinochilopidae,
        - Rhinochilopus
          - Rhinochilopus musicus

## Un exemple:Emunctator sorbens
Genre
Espèce
Emunctator sorbens ou le Reniflard chuintant est un animal de la taille d'un petit rat, inventé par Harald Stümpke dans son ouvrage Anatomie et biologie des Rhinogrades. Le dessin qui le représente dans cet ouvrage lui donne un profil très proche de celui du professeur Pierre-Paul Grassé, par ailleurs connu pour son appendice nasal proéminent et ses reniflements.
Le mode d'alimentation d’Emunctator sorbens est très particulier : de son nez longuement étiré il mouche de longs et fins filaments glutinants, qui trempent dans l'eau et auxquels restent collés des animalcules aquatiques (principalement des copépodes, cloportes et amphipodes). Sa queue porte un aiguillon, seul moyen de défense de ce petit animal.

## Présentations muséologiques
Le Musée zoologique de Strasbourg (France), le Musée d'histoire naturelle de Vienne et la Maison de la nature de Salzbourg (de) (Autriche) consacrent des vitrines aux Rhinogrades. En France, dans le cadre d'une exposition temporaire au Muséum national d'histoire naturelle, trois nouvelles espèces fictivement décrites par Labat & Sigissui sont présentées (2009 : Description de 3 nouvelles espèces de Rhinogrades, provenant de l'île Santo (Pacifique). Elles comprennent Nasoperforator leguyaderi, dont le nez en forme de vrille perfore le bois pour former des copeaux que l'animal digère : des protozoaires et des bactéries, entretenus sur le nez par des sécrétions, recouvrent les copeaux du bois perforé et entament la digestion de la cellulose pour l’animal.